# Jean d'Orlier
Jean d'Orlier, né dans la première moitié du XVe siècle et mort vers 1505, est un religieux savoyard, surtout connu en tant que précepteur de la commanderie antonite d'Issenheim entre 1463 et 1490.

## Biographie
Jean d'Orlier est le fils de Pierre d'Orlier (ou d'Orlyé), co-seigneur de Cengle, dans le duché de Savoie, alors fief impérial du Saint-Empire romain germanique. Plusieurs membres de cette famille ont appartenu à l'ordre hospitalier de Saint-Antoine, dont Pierre d'Orlier, précepteur de la commanderie de Chambéry entre 1383 et 1409, et Claude d'Orlier, investi des mêmes fonctions entre 1412 et 1429.
Jean d'Orlier a été le précepteur de la commanderie de Ferrare, comme l'atteste un document d'archive de 1454. En mai 1459, il y rencontre le pape Pie II, qui lui attribue, quelques mois plus tard, la commende de la préceptorerie de Charny.
En 1463, Jean d'Orlier remplace Johann (ou Hans) von Colick à la tête de la commanderie d'Issenheim. La même année, il acquiert le droit de bourgeoisie à Strasbourg, où se trouve l'un des six établissements dépendant de sa commanderie. En 1465, son nom est inscrit dans les registres de l'Université de Bâle.
En 1470, il fait partie du conseil provincial de Haute-Alsace qui siège à Ensisheim, ce qui témoigne de la bienveillance à son égard de Pierre de Hagenbach, bailli de Charles le Téméraire, duc de Bourgogne devenu maître de la Haute-Alsace depuis le traité de Saint-Omer.
En 1490, Jean d'Orlier résigne sa préceptorie entre les mains du pape Innocent VIII, qui désigne Guy Guers (Guido Guersi) pour le remplacer. Resté à Issenheim au moins jusqu'en 1493, il serait mort vers 1505, ou avant.

Le Retable d'Orlier par Martin Schongauer (vers 1470-1475, Colmar, Musée Unterlinden)
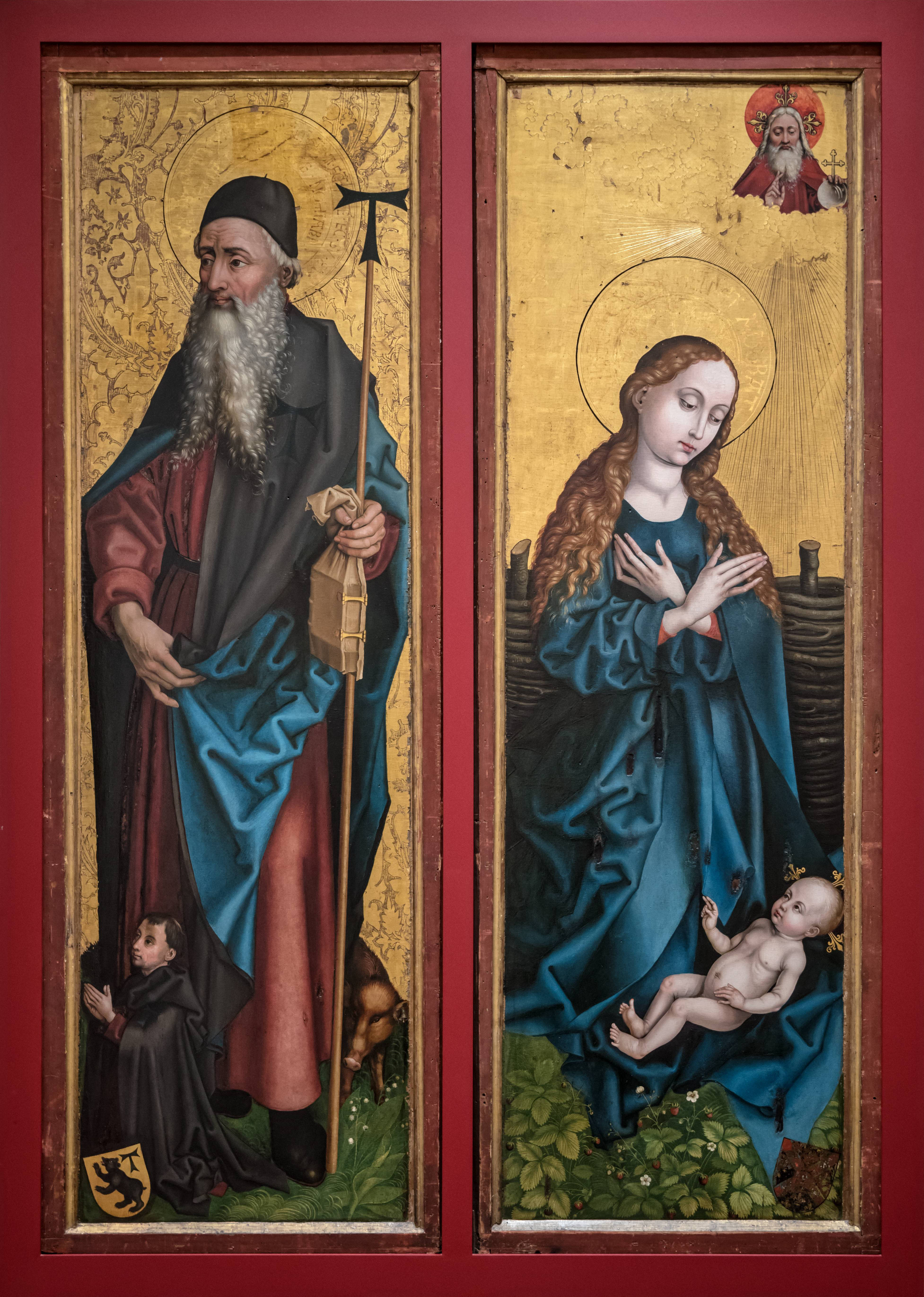
Volets du retable avec saint Antoine présentant Jean d'Orlier et l'Adoration de l'Enfant Jésus.
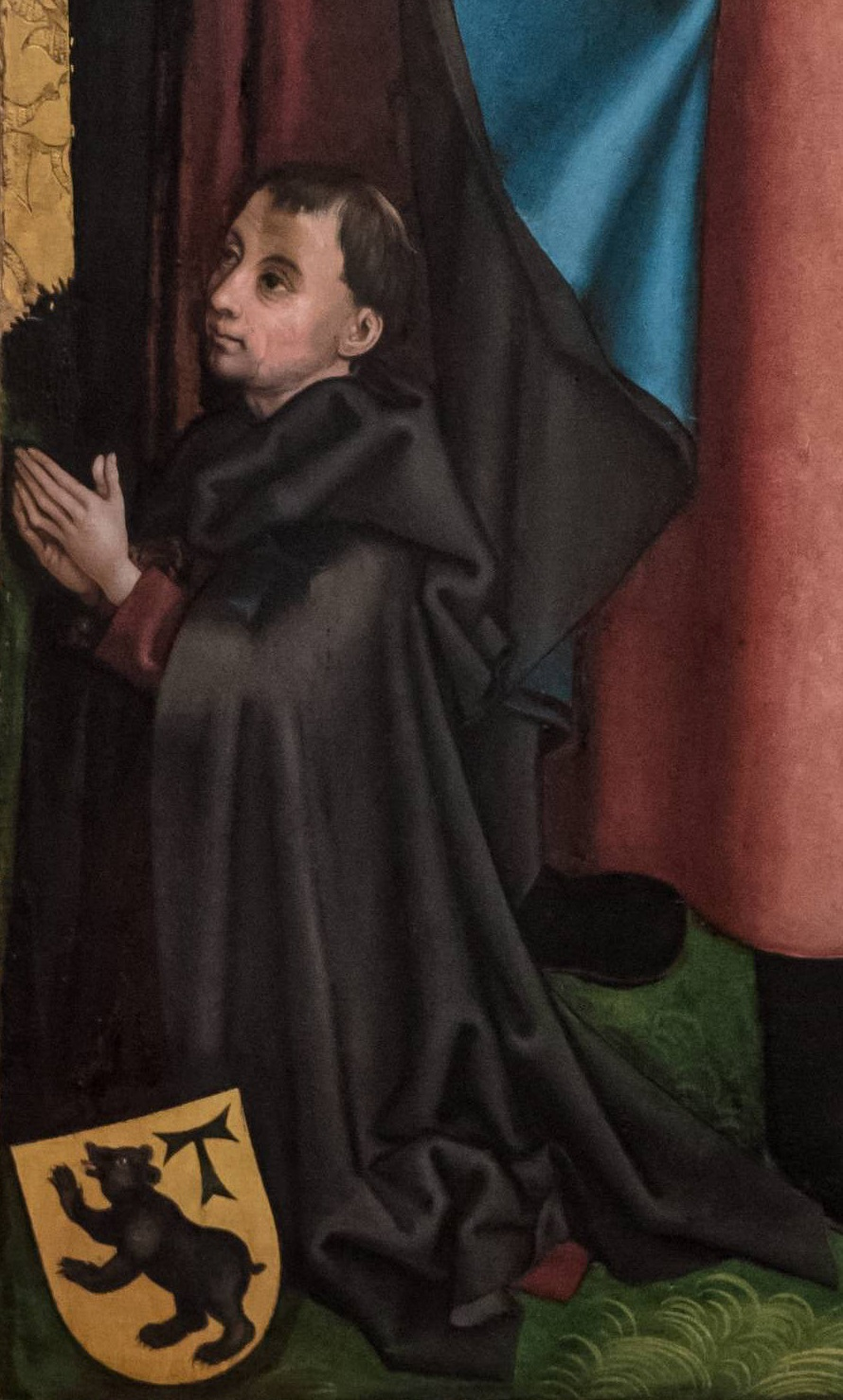
Détail : Jean d'Orlier.

Le préceptorat de Jean d'Orlier à Issenheim a été marqué d'importants travaux autour du chœur de l'église et par la commande d'un retable au peintre colmarien Martin Schongauer. Réalisé par ce dernier vers 1470-1475, le Retable d'Orlier représente son commanditaire en orant, aux pieds du patron de son ordre. Son blason personnel, qui combine ses armes familiales (d'or à l'ours de sable rampant) avec le tau de l'ordre antonite, est représenté devant lui.

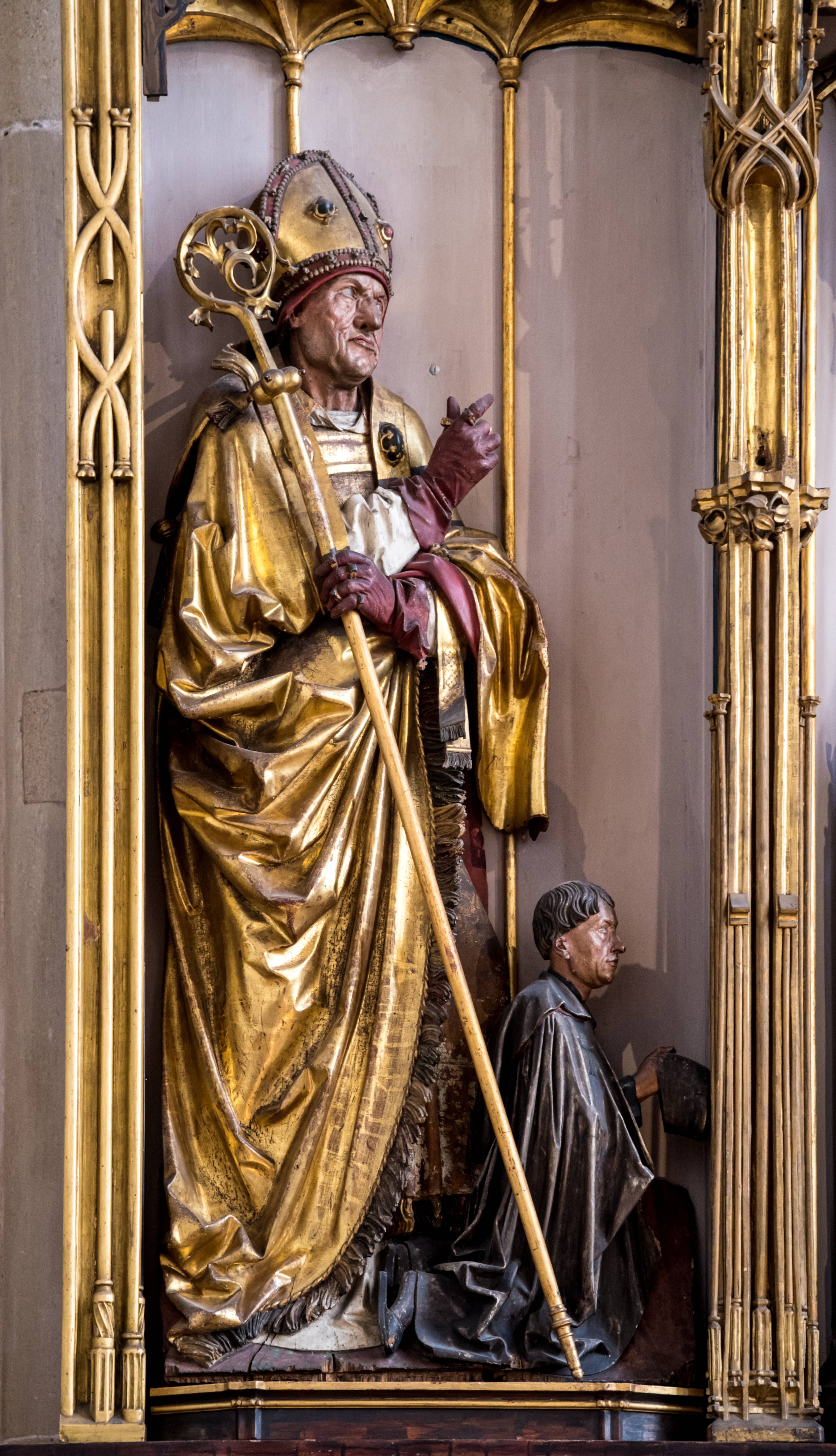
Nicolas de Haguenau, Saint Augustin et le donateur (Guy Guers), caisse du Retable d'Issenheim, vers 1512-1516, Colmar, Musée Unterlinden.

D'Orlier a longtemps été considéré comme le commanditaire des sculptures du célèbre Retable d'Issenheim, qui auraient par conséquent été réalisées par Nicolas de Haguenau plusieurs années avant que Mathis Grünewald n'en peigne les panneaux à la demande du successeur de Jean d'Orlier, Guy Guers, qui a fait placer ses armes sur le panneau représentant La Visite de saint Antoine à saint Paul ermite. Ainsi, la statuette du commanditaire en orant visible aux pieds de la statue de saint Augustin aurait constitué un portrait de Jean d'Orlier comparable à celui peint par Schongauer vers 1475.
Or, Pantxika Béguerie-De Paepe, directrice du Musée d'Unterlinden, considère que l'ensemble du retable a été commandé par Guers vers 1510. Ses sculptures et ses peintures auraient donc été réalisées en même temps, peut-être dans l'atelier strasbourgeois du sculpteur, entre 1512 (après la réalisation par Grünewald des panneaux en grisaille du Retable Heller) et 1516 (mort de Guers et signature par Nicolas de Haguenau d'un contrat pour un autre retable), soit plusieurs années après la mort de Jean d'Orlier.